# Ixchela
Ixchela là một chi nhện trong họ Pholcidae.

## Các loài
Các loài trong chi này gồm:
- Ixchela abernathyi (Gertsch, 1971)
- Ixchela furcula (F. O. P.-Cambridge, 1902)
- Ixchela pecki (Gertsch, 1971)
- Ixchela placida (Gertsch, 1971)
- Ixchela simoni (O. P.-Cambridge, 1898)